# Hemipogon hemipogonoides
Hemipogon hemipogonoides är en oleanderväxtart som först beskrevs av Gustaf Oskar Andersson Malme, och fick sitt nu gällande namn av Rapini. Hemipogon hemipogonoides ingår i släktet Hemipogon och familjen oleanderväxter. Inga underarter finns listade i Catalogue of Life.